# Tom Harper (scrittore)
Tom Harper, pseudonimo di Edwin Thomas (Francoforte sul Meno, 1977), è uno scrittore inglese, cresciuto in Germania, Belgio e USA, prima di tornare in Gran Bretagna e studiare storia presso il Lincoln College di Oxford. Con il suo vero nome è risultato vincitore nel 2001 del premio assegnato dalla Crime Writers Association. 
In Italia è noto per la serie in cui è protagonista il detective bizantino Demetrios Askiates.

## Opere

### Serie sulla I Crociata (Demetrios Askiates)
- 2004, Mosaic of Shadows
  - Mosaico d'ombre, Longanesi 2005, TEA 2006[1]
- 2005, Knights of the Cross 
  - Delitto sotto le mura, Longanesi 2006[1]
- 2006, Siege of Heaven

### Le avventure del tenente Martin Jerrold
- 2003, The Blighted Cliffs
- 2004, Chains of Albion
- 2006, Treason's River

### Altre opere
- 2007, The Lost Temple
- 2009, The Book of Secrets
  - La città dei libri proibiti, Newton Compton 2010[1]
- 2010, The Lazarus Vault
  - La cripta, Newton Compton 2012[1]
  - Mappa per l'Inferno, Newton Compton 2013